# (16196) 2000 AR236
A (16196) 2000 AR236 a Naprendszer kisbolygóövében található aszteroida. A LINEAR projekt keretében fedezték fel 2000. január 5-én.